# نیازهای هیجانی اساسی انسان
نیازهای‭ ‬هیجانی‭ ‬اساسی‭ ‬انسان
جفری‭ ‬یانگ،‭ ‬بنیانگذار‭ ‬طرحواره‭ ‬درمانی،‭ ‬پنج‭ ‬تکلیف‭ ‬اصلی‭ ‬دوران‭ ‬کودکی‭ ‬را‭ ‬شناسایی‭ ‬کرده‭ ‬است‭. ‬طبق‭ ‬نظر‭ ‬وی‭ ‬هر‭ ‬کودک‭ ‬هنگامی‭ ‬که‭ ‬به‭ ‬دنیا‭ ‬می‭ ‬آید‭ ‬با‭ ‬۵‭ ‬نوع‭ ‬نیاز‭ ‬هیجانی‭ ‬روبروست‭ ‬که‭ ‬اگر‭ ‬این‭ ‬نیازها‭ ‬برآورده‭ ‬نشوند،‭ ‬در‭ ‬شخصیت‭ ‬کودک‭ ‬طرحواره‭ ‬های‭ ‬ناسازگاری‭ ‬تشکیل‭ ‬می‭ ‬گردد‭. ‬این‭ ‬نیازها‭ ‬عبارتند‭ ‬از‭:‬
دلبستگی‭ ‬ایمن
هویت،‭ ‬خودمختاری‭ ‬و‭ ‬کفایت
ابراز‭ ‬نظر‭ ‬و‭ ‬هیجانات‭ ‬سالم
تفریح‭ ‬و‭ ‬شادی
محدودیت‭ ‬های‭ ‬واقع‭ ‬بینانه
این‭ ‬نیازها،‭ ‬جهان‭ ‬شمول‭ ‬هستند‭. ‬همۀ‭ ‬انسانها،‭ ‬این‭ ‬نیازها‭ ‬را‭ ‬دارند،‭ ‬اگرچه‭ ‬شدّت‭ ‬این‭ ‬نیازها‭ ‬در‭ ‬بعضی‭ ‬افراد‭ ‬بیشتر‭ ‬است‭. ‬فردی‭ ‬که‭ ‬از‭ ‬سلامت‭ ‬روان‭ ‬برخوردار‭ ‬است،‭ ‬می‭ ‬تواند‭ ‬این‭ ‬نیازهای‭ ‬هیجانی‭ ‬اساسی‭ ‬را‭ ‬به‭ ‬طور‭ ‬سازگارانه‭ ‬ای‭ ‬ارضاء‭ ‬کند‭. ‬گاهی‭ ‬اوقات‭ ‬تعامل‭ ‬بین‭ ‬خلق‭ ‬و‭ ‬خوی‭ ‬فطری‭ ‬کودک‭ ‬و‭ ‬محیط‭ ‬اولیّه،‭ ‬به‭ ‬جای‭ ‬ارضاء‭ ‬این‭ ‬نیازها،‭ ‬منجر‭ ‬به‭ ‬ناکامی‭ ‬می‭ ‬شود‭. ‬هدف‭ ‬ریشه‭ ‬های‭ ‬تحولی‭ ‬طرحواره‭ ‬های‭ ‬ناسازگار‭ ‬اولیه‭ ‬و‭ ‬درمانی،‭ ‬این‭ ‬است‭ ‬که‭ ‬به‭ ‬بیماران‭ ‬کمک‭ ‬کند‭ ‬تا‭ ‬راه‭ ‬های‭ ‬سازگارانه‭ ‬تری‭ ‬برای‭ ‬ارضاء‭ ‬این‭ ‬پنج‭ ‬نیاز‭ ‬هیجانی‭ ‬بیابند‭.‬
دلبستگی‭ ‬ایمن
این‭ ‬نیاز‭ ‬از‭ ‬بدو‭ ‬تولد‭ ‬وجود‭ ‬دارد‭. ‬رفتار‭ ‬اعضای‭ ‬خانواده‭ ‬با‭ ‬ما‭ ‬در‭ ‬سنین‭ ‬نوزادی‭ ‬و‭ ‬کودکی‭ ‬در‭ ‬شکل‭ ‬گیری‭ ‬امنیت‭ ‬بنیادین‭ ‬نقش‭ ‬بسزایی‭ ‬دارد‭. ‬اگر‭ ‬محیط‭ ‬دوران‭ ‬نوزادی‭ ‬و‭ ‬کودکی،‭ ‬امن‭ ‬و‭ ‬باثبات‭ ‬نباشد،‭ ‬به‭ ‬احتمال‭ ‬زیاد‭ ‬یکی‭ ‬از‭ ‬طرح‭ ‬واره‭ ‬های‭ ‬زیر‭ ‬در‭ ‬ذهن‭ ‬ما‭ ‬شکل‭ ‬می‭ ‬گیرد‭: ‬طرحواره‭ ‬رهاشدگی‭/‬بی‭ ‬ثباتی،‭ ‬طرحواره‭ ‬بی‭ ‬اعتمادی‭/‬بدرفتاری،‭ ‬طرحواره‭ ‬نقص‭/‬شرم،‭ ‬طرحواره‭ ‬محرومیت‭ ‬هیجانی‭ ‬و‭ ‬طرحواره‭ ‬انزوای‭ ‬اجتماعی
هویت،‭ ‬خودمختاری‭ ‬و‭ ‬کفایت
ارضای‭ ‬این‭ ‬نیاز‭ ‬برای‭ ‬دستیابی‭ ‬به‭ ‬استقلال‭ ‬سالم‭ ‬و‭ ‬جدایی‭ ‬سالم‭ ‬از‭ ‬والدین‭ ‬ضروری‭ ‬است‭. ‬چنانچه‭ ‬از‭ ‬دوران‭ ‬کودکی‭ ‬به‭ ‬ما‭ ‬مسئولیت‭ ‬داده‭ ‬نشود،‭ ‬ما‭ ‬را‭ ‬به‭ ‬انجام‭ ‬کارهای‭ ‬مستقلانه‭ ‬تشویق‭ ‬نکنند‭ ‬و‭ ‬توانایی‭ ‬های‭ ‬ما‭ ‬را‭ ‬زیر‭ ‬سوال‭ ‬ببرند،‭ ‬احتمالا‭ ‬فرصت‭ ‬شکل‭ ‬گیری‭ ‬طرح‭ ‬واره‭ ‬هایی‭ ‬مثل‭ ‬وابستگی‭ ‬یا‭ ‬آسیب‭ ‬پذیری‭ ‬در‭ ‬ذهن‭ ‬ما‭ ‬مهیا‭ ‬می‭ ‬شود‭. ‬به‭ ‬تدریج‭ ‬عزت‭ ‬نفس‭ ‬سالمی‭ ‬در‭ ‬ما‭ ‬شکل‭ ‬می‭ ‬گیرد،‭ ‬اما‭ ‬اگر‭ ‬در‭ ‬دوران‭ ‬کودکی‭ ‬از‭ ‬حمایت‭ ‬والدین‭ ‬و‭ ‬همسالان‭ ‬برخوردار‭ ‬نباشیم،‭ ‬احتمال‭ ‬شکل‭ ‬گیری‭ ‬طرح‭ ‬واره‭ ‬هایی‭ ‬مثل‭ ‬آسیب‭ ‬پذیری،‭ ‬خود‭ ‬تحول‭ ‬نیافته‭/‬گرفتار،‭ ‬وابستگی‭/‬بی‭ ‬کفایتی،‭ ‬یا‭ ‬طرحواره‭ ‬شکست‭ ‬وجود‭ ‬دارد‭.‬
ابراز‭ ‬نظر‭ ‬و‭ ‬هیجانات‭ ‬سالم
در‭ ‬محیط‭ ‬سالم،‭ ‬بچه‭ ‬ها‭ ‬تشویق‭ ‬می‭ ‬شوند‭ ‬نیازها‭ ‬و‭ ‬تمایلات‭ ‬خو‭ ‬را‭ ‬بیان‭ ‬کنند‭. ‬اگر‭ ‬محیط،‭ ‬مانع‭ ‬این‭ ‬کار‭ ‬شود،‭ ‬بچه‭ ‬ها‭ ‬به‭ ‬تدریج‭ ‬یاد‭ ‬میگیرند‭ ‬نیازها‭ ‬و‭ ‬تمایلات‭ ‬خود‭ ‬را‭ ‬در‭ ‬مقایسه‭ ‬با‭ ‬نیازها‭ ‬و‭ ‬تمایلات‭ ‬والدین،‭ ‬کم‭ ‬ارزش‭ ‬تلقی‭ ‬کنند‭. ‬اغلب‭ ‬بچه‭ ‬هایی‭ ‬که‭ ‬در‭ ‬این‭ ‬محیط‭ ‬ها‭ ‬بزرگ‭ ‬شده‭ ‬اند‭ ‬خاطراتی‭ ‬از‭ ‬تنبیه‭ ‬و‭ ‬تحقیر‭ ‬دارند‭ ‬و‭ ‬خودشان‭ ‬را‭ ‬کم‭ ‬ارزش‭ ‬تلقی‭ ‬می‭ ‬کنند‭ ‬و‭ ‬دست‭ ‬کم‭ ‬می‭ ‬گیرند‭. ‬زمانی‭ ‬که‭ ‬جلوی‭ ‬نیاز‭ ‬به‭ ‬خودابرازگری‭ ‬کودک‭ ‬گرفته‭ ‬شود،‭ ‬احتمالا‭ ‬طرح‭ ‬واره‭ ‬های‭ ‬منفی‭ ‬گرایی‭/‬بدبینی،‭ ‬بازداری‭ ‬هیجانی،‭ ‬تنبیه‭ ‬و‭ ‬یا‭ ‬طرحواره‭ ‬معیارهای‭ ‬سخت‭ ‬گیرانه‭ ‬در‭ ‬ذهن‭ ‬فرد‭ ‬نقش‭ ‬می‭ ‬بندد‭.‬
تفریح‭ ‬و‭ ‬شادی
چنانچه‭ ‬در‭ ‬دوران‭ ‬کودکی‭ ‬عشق،‭ ‬محبت،‭ ‬همدلی،‭ ‬درک‭ ‬و‭ ‬راهنمایی‭ ‬را‭ ‬از‭ ‬اعضای‭ ‬خانواده‭ ‬و‭ ‬همسالان‭ ‬دریافت‭ ‬نکنیم،‭ ‬به‭ ‬احتمال‭ ‬قریب‭ ‬به‭ ‬یقین‭ ‬یک‭ ‬یا‭ ‬دو‭ ‬طرح‭ ‬واره‭ ‬زیر‭ ‬در‭ ‬ذهن‭ ‬ما‭ ‬نفوذ‭ ‬پیدا‭ ‬می‭ ‬کنند‭: ‬طرحواره‭ ‬ایثار،‭ ‬طرحواره‭ ‬اطاعت،‭ ‬طرحواره‭ ‬پذیرش‭ ‬جویی‭/‬جلب‭ ‬توجه
محدودیت‭ ‬های‭ ‬واقع‭ ‬بینانه
چنانچه‭ ‬والدین‭ ‬بسیار‭ ‬سهل‭ ‬انگار‭ ‬باشند‭ ‬و‭ ‬کودک‭ ‬با‭ ‬هیچ‭ ‬گونه‭ ‬محدودیت‭ ‬واقع‭ ‬بینانه‭ ‬ای‭ ‬روبرو‭ ‬نشود،‭ ‬کودک‭ ‬برای‭ ‬نیازهای‭ ‬دیگران‭ ‬پشیزی‭ ‬ارزش‭ ‬قائل‭ ‬نمی‭ ‬شود‭. ‬اگر‭ ‬در‭ ‬محیط‭ ‬زندگی‭ ‬کودک‭ ‬هیچ‭ ‬گونه‭ ‬محدودیت‭ ‬واقع‭ ‬بینانه‭ ‬ای‭ ‬وجود‭ ‬نداشته‭ ‬باشد،‭ ‬احتمالا‭ ‬طرح‭ ‬واره‭ ‬استحقاق‭/‬بزرگ‭ ‬منشی،‭ ‬یا‭ ‬طرح‭ ‬واره‭ ‬خویشتن‭ ‬داری‭ ‬و‭ ‬خودانضباطی‭ ‬ناکافی‭ ‬در‭ ‬ذهن‭ ‬کودک‭ ‬شکل‭ ‬می‭ ‬گیرد‭.‬
نکته‭ ‬قابل‭ ‬توجه‭ ‬این‭ ‬است‭ ‬که‭ ‬در‭ ‬ارتباط‭ ‬با‭ ‬پنج‭ ‬نیاز‭ ‬اول،‭ ‬چنانچه‭ ‬این‭ ‬نیازها‭ ‬برآورده‭ ‬نشوند،‭ ‬ممکن‭ ‬است‭ ‬یکی‭ ‬از‭ ‬طرح‭ ‬واره‭ ‬ها‭ ‬یا‭ ‬هر‭ ‬دو‭ ‬طرح‭ ‬واره‭ ‬در‭ ‬ذهن‭ ‬کودک‭ ‬نقش‭ ‬ببندد‭. ‬این‭ ‬حوزه‭ ‬ها‭ ‬ملاک‭ ‬هایی‭ ‬را‭ ‬برای‭ ‬رشد‭ ‬هیجانی‭ ‬سالم‭ ‬فراهم‭ ‬می‭ ‬کنند‭. ‬البته‭ ‬هیچ‭ ‬کس‭ ‬به‭ ‬عنوان‭ ‬کودک‭ (‬یا‭ ‬بزرگسال‭) ‬تمام‭ ‬نیازهایش‭ ‬ارضاء‭ ‬نمی‭ ‬شود‭. ‬اما‭ ‬ما‭ ‬با‭ ‬تجارب‭ ‬اولیه‭ ‬شکل‭ ‬می‭ ‬گیریم‭ ‬و‭ ‬این‭ ‬بستر‭ ‬هیجانی‭ ‬ماست‭.‬
اخیراً‭ ‬بالینگران‭ ‬شناختی‭ ‬در‭ ‬مورد‭ ‬تأثیرگذاری‭ ‬تجارب‭ ‬كودكی‭ ‬بر‭ ‬باورهای‭ ‬ناسازگار‭ ‬بیماران‭ ‬تمركز‭ ‬كرده‭ ‬اند‭ ‬و‭ ‬تعدادی‭ ‬از‭ ‬نظریه‭ ‬پردازان‭ ‬پیشنهاد‭ ‬كرده‭ ‬اند‭ ‬كه‭ ‬رخدادهای‭ ‬اولیه،‭ ‬اثر‭ ‬بحرانی‭ ‬و‭ ‬مهمی‭ ‬بر‭ ‬تحول‭ ‬طرحواره‭ ‬ها‭ ‬دارند‭. [‬۱‭]‬